# 凯拉·巴伦
凯拉·简·巴伦（英語：Kayla Jane Barron，1987年9月19日—），是一位美国NASA宇航员，2017年6月入选NASA第二十二组宇航员。曾执行过SpaceX載人3號 (远征66/67)任务。

## NASA事业
2017年，巴伦被选为NASA第二十二组宇航员的成员，并开始为期两年的培训。
她为SpaceX載人3號任务进行了培训，并作为任务专家在国际空间站上工作。她于2021年11月10日乘坐SpaceX的载人龙飞船耐力号到达空间站，并作为遠征67成员执行长期任务。在太空中停留了176天后，載人3號于2022年5月6日在墨西哥湾溅落